# Juan Gualberto Gómez

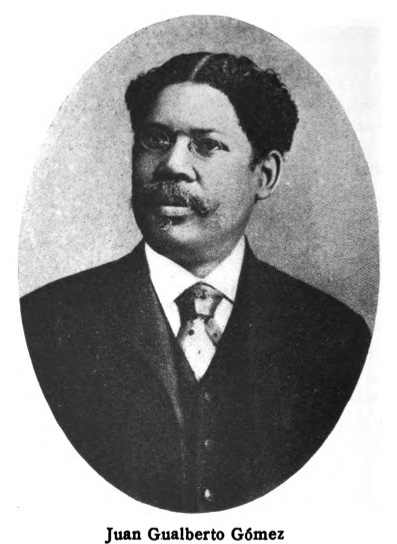
Juan Gualberto Gómez

Juan Gualberto Gómez (ur. 12 lipca 1854 w Sabanilla del Encomendador, zm. 5 marca 1933 w Hawanie) – kubański działacz niepodległościowy, dziennikarz i polityk.
Urodził się w rodzinie niewolników. Spędził młodość we Francji i Meksyku, 1878 wrócił na Kubę i założył czasopisma propagujące ideę niepodległości wyspy. Po desygnowaniu przez José Martíego na przywódcę Rewolucyjnej Partii Kuby dał rozkaz rozpoczęcia wojny o niepodległość Kuby (1895-1898), za co w 1895 został deportowany do Ceuty. W 1908 wrócił z zesłania, został potem członkiem konstynuanty, deputowanym i senatorem.